# Tuca de Salibarri
El Tuca de Salibarri és una muntanya de 2.541 metres que es troba entre els municipis de Lladorre, a la comarca del Pallars Sobirà i l'Arieja, a França.